# Clavelina coerulea
Clavelina coerulea är en sjöpungsart som beskrevs av Asajiro Oka 1934. Clavelina coerulea ingår i släktet Clavelina och familjen klungsjöpungar. Inga underarter finns listade i Catalogue of Life.